# Вайт-Пайн (Мічиган)
Вайт-Пайн (англ. White Pine) — переписна місцевість (CDP) в США, в окрузі Онтонагон штату Мічиган. Населення — 339 осіб (2020).

## Географія
Вайт-Пайн розташований за координатами 46°44′24″ пн. ш. 89°34′53″ зх. д. / 46.74000° пн. ш. 89.58139° зх. д. (46.740122, -89.581260).  За даними Бюро перепису населення США в 2010 році переписна місцевість мала площу 12,96 км², уся площа — суходіл.

## Демографія
Згідно з переписом 2010 року, у переписній місцевості мешкали 474 особи в 225 домогосподарствах у складі 148 родин. Густота населення становила 37 осіб/км².  Було 346 помешкань (27/км²).
Расовий склад населення:
| - 94,3 % — білих - 1,7 % — корінних американців - 0,2 % — чорних або афроамериканців - 0,2 % — азіатів |

До двох чи більше рас належало 3,6 %. Частка іспаномовних становила 1,3 % від усіх жителів.
За віковим діапазоном населення розподілялося таким чином: 15,6 % — особи молодші 18 років, 54,0 % — особи у віці 18—64 років, 30,4 % — особи у віці 65 років та старші. Медіана віку мешканця становила 55,1 року. На 100 осіб жіночої статі у переписній місцевості припадало 100,0 чоловіків;  на 100 жінок у віці від 18 років та старших — 107,3 чоловіків також старших 18 років.
Середній дохід на одне домашнє господарство  становив 42 948 доларів США (медіана — 37 188), а середній дохід на одну сім'ю — 53 834 долари (медіана — 53 333). Медіана доходів становила 41 607 доларів для чоловіків та 28 750 доларів для жінок. За межею бідності перебувало 12,4 % осіб, у тому числі 31,3 % дітей у віці до 18 років та 2,7 % осіб у віці 65 років та старших.
Цивільне працевлаштоване населення становило 102 особи. Основні галузі зайнятості: виробництво — 18,6 %, мистецтво, розваги та відпочинок — 14,7 %, освіта, охорона здоров'я та соціальна допомога — 11,8 %, роздрібна торгівля — 9,8 %.